# 1080

## Události
- bitva u Flarcheimu

## Narození
- ? – Abú Hámid al-Gharnátí, arabský cestovatel a zeměpisec († 1170)
- ? – Ramiro II. Aragonský, aragonský král († 16. srpna 1157)
- ? – Tereza Kastilská, portugalská hraběnka, regentka a matka prvního portugalského krále Alfonsa I. († 11. listopadu 1130)
- ? – Adelard z Bathu, anglický filosof, překladatel, matematik a astronom († 1160)

## Úmrtí
- 17. dubna – Harald III. Dánský, dánský král (* 1041)
- 15. října – Rudolf Švábský, vzdorocísař Svaté říše římské (* kolem 1025)

## Hlava státu
- České knížectví – Vratislav II.
- Svatá říše římská – Jindřich IV. – Rudolf Švábský vzdorokrál
- Papež – Řehoř VII.
- Anglické království – Vilém I. Dobyvatel
- Francouzské království – Filip I.
- Polské knížectví – Vladislav I. Herman
- Uherské království – Ladislav I. – Šalamoun protikrál
- Byzantská říše – Nikeforos III. Botateines